# Vasyl Kotchoubeï
Pour les autres membres de la famille, voir Famille Kotchoubeï.
Vassyl Leontiyovytch Kotchoubeï (en ukrainien : Василь Леонтійович Кочубей, en russe : Василий Леонтьевич Кочубей / Vassili Leontievitch Kotchoubeï), né en 1640 et exécuté le 26 juillet 1708 à Borchtchahivska (jusqu'en 2020 Raïon de Pohrebychtche / oblast de Vinnytsia), est un homme politique et militaire ukrainien, régent du bureau militaire en 1681, secrétaire général (1687-1699), général de Justice (juge en chef) (1694-1708), en 1700, il élevé au rang de stolnik, il prit part aux Campagnes d'Azov (1695-1696).

## Famille
Fils de Leontiy Andriyovytch Kotchoubeï (en ukrainien : Леонтій Андрійович Кочубей) et petit-fils de Küçük (lors de sa conversion à la religion orthodoxe russe, il prit le prénom d'Andreï).
Il épousa Lioubov Fedorivna Joutchenko (en ukrainien : Любов Федорівна Жученко) (fille du colonel du Régiment Poltava Fedir Joutchenko).
Six enfants naquirent de cette union :
- Vassili Kotchoueï : (1680-1743). Colonel au Régiment Poltava (de 1727 à 1743).
- Fedir Kotchoubeï : (†1729). Il épousa Anastasia Vassilievna Skoropadskaïa.
- Maria Kotchoubeï : Elle épousa Vassili Stepanovitch Zabala.
- Paraskeva Kotchoubeï : (†1726). Elle épousa Fiodor Ivanovitch Soulima.
- Anna Kotchoubei
- Motrona Kotchoubeï : (1688-1738). Elle fut la filleule et la maîtresse de l'hetman Ivan Mazepa. Elle épousa Ivan Vassilievitch Tchouïkevitch[1].

## Biographie
D'origine tatare, Vassyl Leontievitch Kotchoubeï était issu d'une famille riche, propriétaire d'immenses domaines, il fut l'ancêtre des comtes et princes Kotchoubeï.
Né en 1640, malgré des compétences limitées, il sut gravir les échelons de la société cosaques Zaporogues. En 1681, il fut régent du bureau militaire, de 1687 à 1699, il occupa les fonctions de secrétaire général, en 1694, il fut nommé au poste de général en justice (juge en chef) de l'hetmanat Cosaque et en 1700, il fut élevé au rang de stolnik (Стольник). Sa position dans l'entourage de l'hetman Ivan Stepanovitch Mazepa prit de l'importance, Celui-ci lui offrit le village de Kotchoubeï et le village de Dikanka. L'hetman confiant dans la loyauté de Kotchoubeï lui fit part de son projet de mettre un terme à son alliance avec la Russie, il lui révéla également avoir engagé des négociations avec les souverains de Suède et de Pologne.

### La relation amoureuse et les dénonciations de l'hetman Ivan Stepanovitch Mazepa

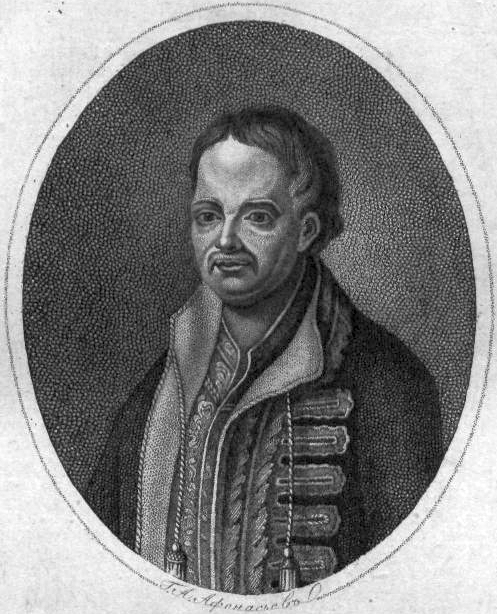
L'hetman Ivan Stepanovitch Mazepa

En 1704, l'hetman Ivan Mazepa alors âgé de 63 ans s'éprit de Motria Kotchoubeï, la fille cadette du juge en chef Kotchoubeï. La jeune fille alors âgée de 16 ans éprouvait le même sentiment à l'égard de l'hetman. Désirant épouser l'hetman, Motria s'enfuit du domicile de ses parents pour rejoindre le vieil homme. L'hetman demanda la main de la jeune fille à ses parents, mais en droit canonique cette union était considérée comme incestueuse, car Motria Vassilievna était la filleule de Mazepa. Quelque temps plus tard, la jeune fille regagna le domicile de ses parents, elle adressa plusieurs lettres à Ivan Stepanovitch où elle maudissait son père et sa mère, dans ses lettres, elle lui confia son refus de vivre avec ses parents, mais, sa mère, considéra cette affaire comme une insulte personnelle.

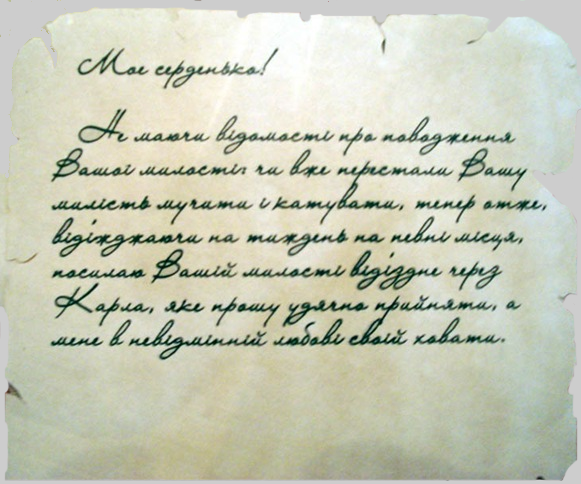
Une des lettres de l'hetman Ivan Stepanovitch Mazepa adressée à Motria Vassilievna Kotchoubeï

En 1704, sur les conseils de son épouse, Vassili Leontievitch remit une lettre de dénonciation à Nikanor, un moine errant. L'hetman fut placé sous surveillance mais rien de grave ne transpira. En 1707, Vassili Leontievitch rédigea une nouvelle dénonciation à Pierre Ier de Russie : dans cette missive, il décrivit l'hetman comme un traître, négociant avec le roi de Pologne, Stanislas Leszczynski et le souverain de Suède Charles XII. Puis Kotchoubeï invita au Conseil de Poltava le colonel Ivan Ivanovitch Iskra (†1708) et le colonel Osipov, il les persuada de faire parvenir cette dénonciation à Pierre Ier, le colonel Osipov  fut chargé de cette mission auprès du tsar. En 1707, il se rapprocha du gouverneur de Kiev, le prince Dmitri Mikhaïlovitch Golitsyne (1665-1737)  il lui fit part des transactions engagées par l'hetman avec les souverains de Pologne et de Suède.

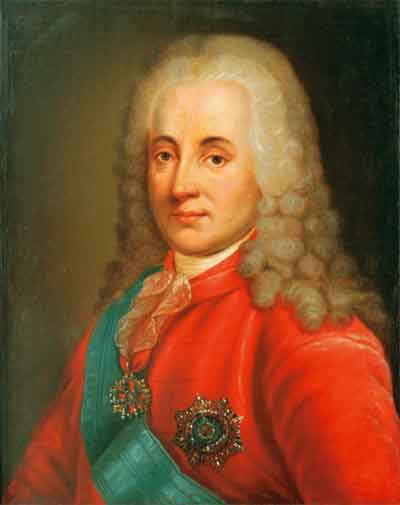
Le prince Dmitri Mikhaïlovitch Golitsyne 1665-1737.

Pierre Ier n'accorda aucune importance à ces dires, il considérait l'hetman Mazepa comme un ami. Mais il ordonna au comte Gavriil Ivanovitch Golovkine et au baron Piotr Pavlovitch Chafirov d'enquêter sur les allégations de Kotchoubeï. Dans le même temps, les lettres de Vassili Leontievitch furent interceptées. Kotchoubeï et Ivan Ivanovitch Iskra furent arrêtés et amenés à Vitebsk où ils furent interrogés par le baron Chafirov et le prince Golovkine. Au cours de la séance de torture, Kotchoubeï avoua sa calomnie à l'encontre d'Ivan Stepanovitch Mazepa ; il expliqua avoir commis ce crime pour se venger de l'hetman qui avait déshonoré sa fille. Son épouse et ses enfants furent exilés, leurs domaines confisqués.

### Exécution

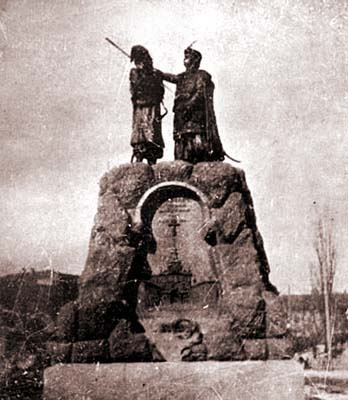
Le monument dédié à Vassili Leontievitch Kotchoubeï et au colonel Ivan Ivanovitch Iskra érigé à Kiev, démoli en 1918 par les autorités ukrainiennes

Pour la lecture de la sentence et l'exécution, les deux condamnés furent amenés au village de Borchtchagovska (situé près de la ville de Bila Tserkva) où ils furent une nouvelle fois soumis à un interrogatoire par Filipp Stepanovitch Orlik (1672-1742). Vassili Leontievitch Kotchoubeï et le colonel Ivan Ivanovitch Iskra furent décapités le 15 juillet 1708 dans le village de Borchtchagovska.

## La trahison de l'hetman Ivan Mazepa

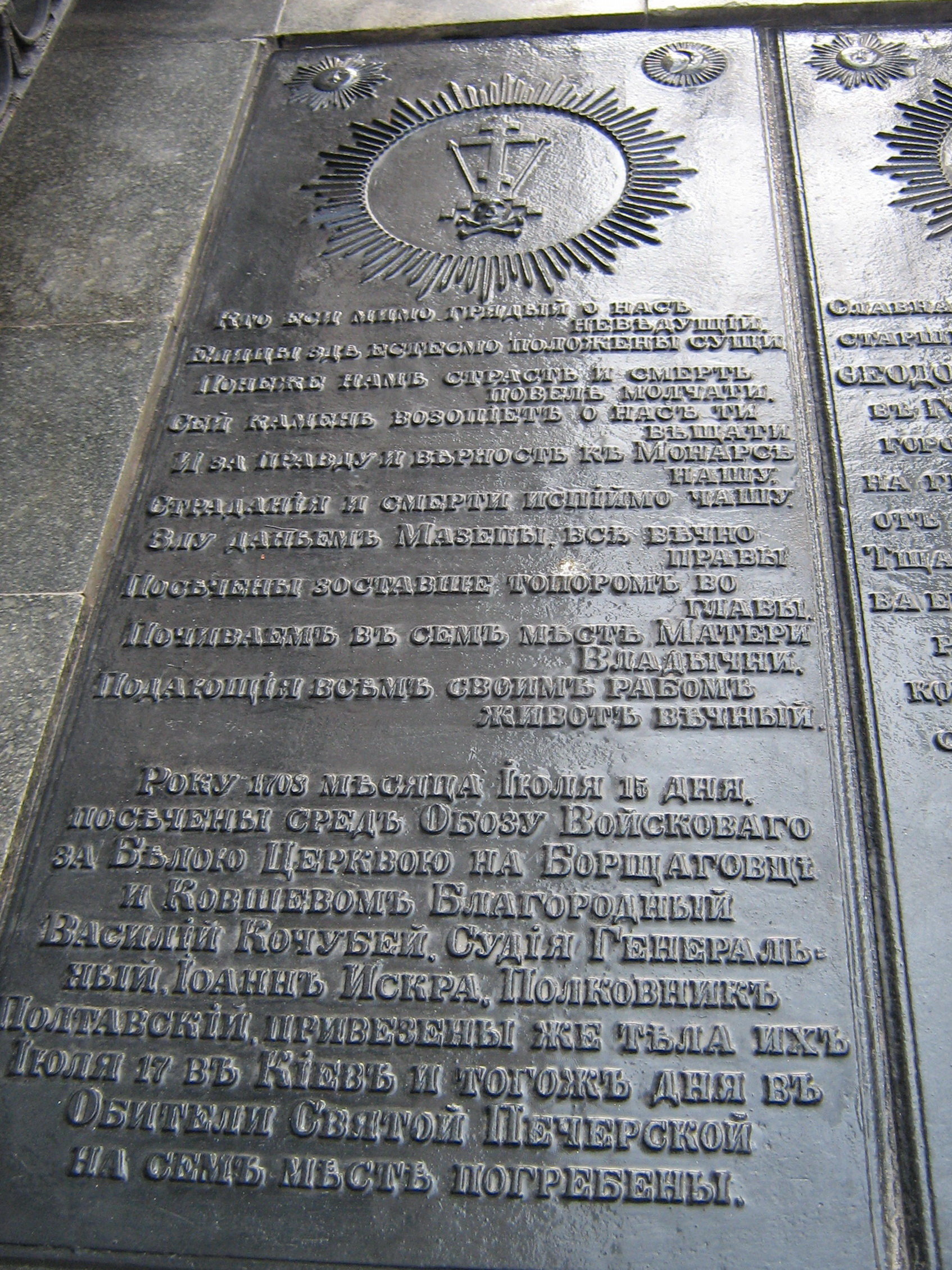
Les tombes de Vassili Leontievitch Kotchoubeï et du colonel Ivan Ivanovitch Iskra au laure de Kievo-Petcherska.

Effrayé par les dénonciations et se sachant découvert, Ivan Mazepa tenta de se préparer à la guerre. Le 28 octobre 1708, il signa des traités secrets avec le roi de Pologne et Charles XII de Suède. Il offrit aux Suédois des quartiers d'hiver et il s'engagea à fournir des vivres à Charles XII, aux Zaporogues, aux Cosaques du Don de même au khan des Mamelouks Aïouka (1642-1724). À l'automne 1708, Pierre Ier invita l'hetman à rejoindre les troupes russes. Ce dernier hésita, prétextant de son mauvais état de santé et l'état de confusion régnant dans la Petite Russie. Dans le même temps, il continua ses négociations avec Charles XII. Mais sa capitale Batourine est détruite par l'Armée impériale de Russie. L'hetman Mazepa est tout juste capable de rassembler une poignée d'hommes pour s'enfuir et rejoindre Charles XII, son armée étant dispersée au sein du territoire de l'Empire russe. Le souverain de Suède avança sur l'Ukraine confiant dans son allié qui avait promis de la mettre tout entière à son service. Ils se rejoignirent à Poltava, où l'armée suédoise est défaite (voir bataille de Poltava). Après la déroute, Mazepa se réfugie en Valachie, puis à Tighina, où il meurt le 22 septembre 1709. En 1709, Pierre Ier de Russie décerna à l'hetman Mazepa l'Ordre de Judas (Ordre créé par Pierre Ier de Russie spécifiquement pour Ivan Stepanovitch Mazepa, un seul exemplaire fut décerné).

## Réhabilitation de Vassyl Kotchoubeï

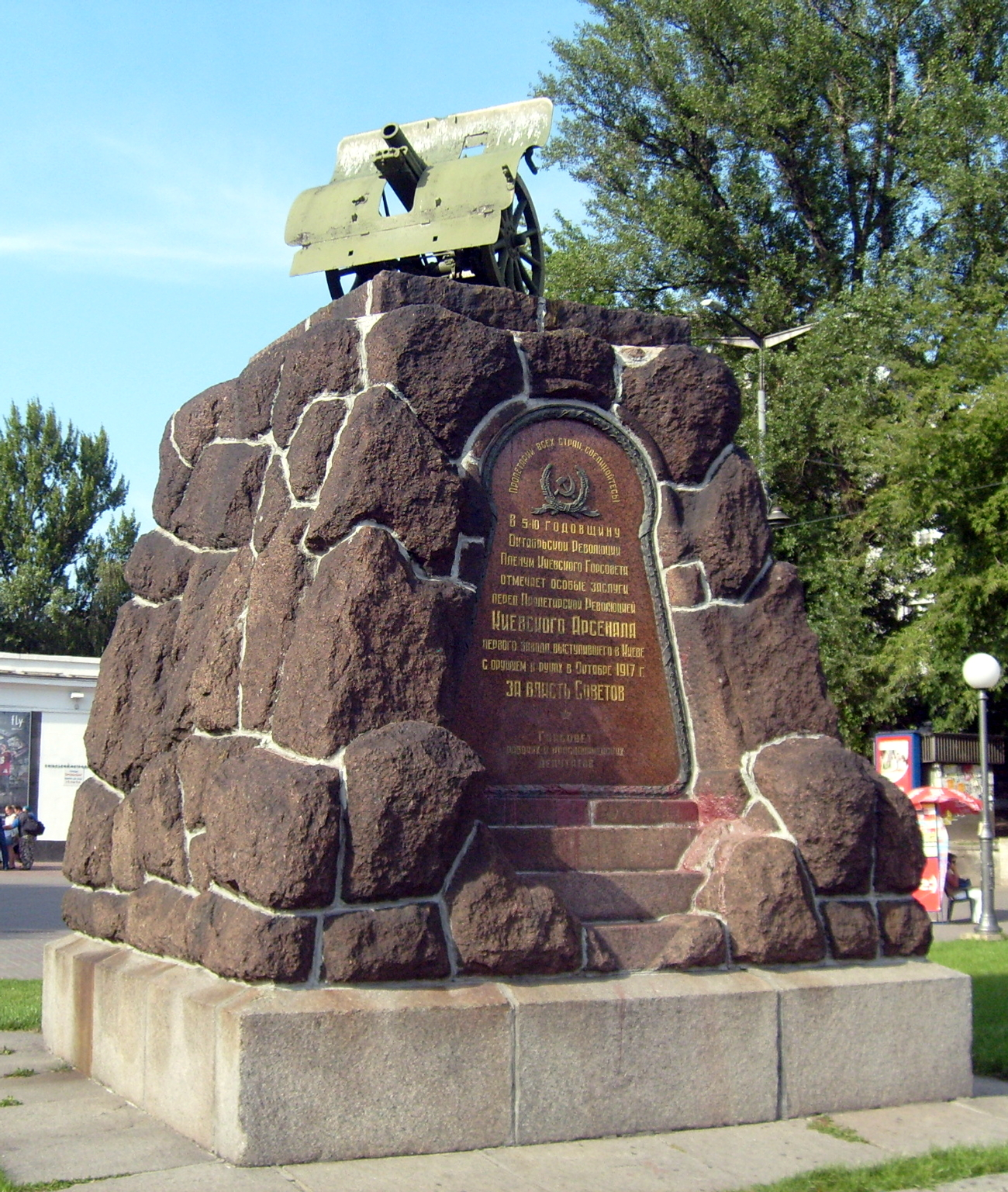
Le monument aux héros de l'insurrection des ouvriers de l'Arsenal en janvier 1918, posé sur le piedestal un canon remplaça les statues de Vassyl Kotchoubeï et Ivan Ivanovitch Iskra

Vers 1708, quelques mois après l'exécution de Vassili Leontievitch Kotchoubeï et la trahison de  l'hetman Mazepa, Pierre Ier de Russie reconnut son erreur. Admettant sa méprise à l'égard de Kotchoubeï, il prononça ces mots : « homme honnête de glorieuse mémoire »  Lioubov Joutchenko, son épouse et ses enfants furent autorisés à revenir dans leurs domaines, en outre, en dédommagement, le tsar leur offrit plusieurs villages.

## Inhumations de Vassyl Kotchoubeï et du colonel Ivan Ivanovitch Iskra
Après leur réhabilitation, les deux suppliciés furent inhumés à l'église-réfectoire (Трапезна церква / Trapezna tserkva) du laure des Grottes de Kiev (Києво-Печерської / Kievo-Pertcherskoï) de Kiev.
La chemise tachée de sang que porta Vassili Leontievitch Kotchoubeï lors de son exécution est conservée à l'église de l'Intercession située dans le village de Jouk (oblast de Poltava).

## L'image dans l'historiographie et la littérature
Vassili Leontievitch Kotchoubeï est l'un des personnages centraux dans le poème Poltava d'Alexandre Sergueïevitch Pouchkine.
D'après le livret de Viktor Petrovitch Bourenine et le poème de Pouchkine, le compositeur Piotr Ilitch Tchaïkovski composa Mazeppa.
L'historiographie russe présente Vassili Kotchoubeï comme un personnage tragique, victime des intrigues politiques de l'hetman Mazepa contre Pierre Ier de Russie à la veille de sa trahison. Au début du XXe siècle l'image de Kotchoubeï et du colonel Iskra fut très populaire en Russie impériale, ils étaient représentés avec l'auréole du martyre dans la lutte pour l'idée russe face aux traîtres.

## Armoiries de Vassyl Kotchoubeï

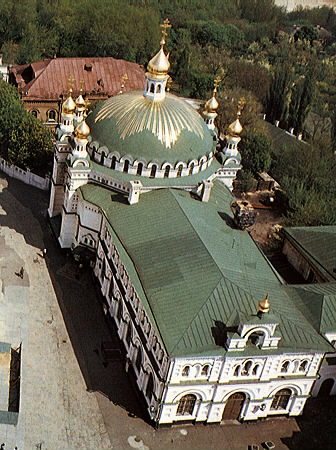
l'église-réfectoire au laure des Grottes de Kiev.

Après avoir admis son erreur à l'encontre de Vassyl Kotchoubeï, Pierre Ier fit ajouter sur l'écu de la famille Kotchoubeï : un cœur cinabre sur champ d'azur. Au centre du meuble héraldique deux croix alésées or avec inscrite cette devise : ELEVOR UBI CONSUMOR.

## Hommages
Le musée Kotchoubeï à Batouryn.

### Monument érigé à la mémoire de Vassili Leontievitch Kotchoubeï et du colonel Iskra
En 1914, à Kiev, un monument Kotchoubeï et Iskra fut érigé.
En avril 1923, ce monument dédié aux deux suppliciés fut modifié. Après l'insurrection des ouvriers de l'Arsenal de Kiev contre le Rada centrale (29 janvier au 4 février 1918). Les statues de Kotchoubeï et du colonel Iskra furent ôtées de leur piédestal, un canon ayant participé au soulèvement fut hissé et disposé à la place des deux statues. Ce monument est situé non loin de la station Arsenalna.

## À noter
Aux côtés de Vassili Leontievitch Kotchoubeï et de Ivan Ivanovitch Iskra, en 1911, fut inhumé Piotr Arkadievitch Stolypine, Premier ministre de Nicolas II de Russie.